# 约纳斯·荣松
约纳斯·荣松（瑞典語：Jonas Jonsson，1903年10月27日—1996年1月12日），瑞典男子射击运动员。他曾代表瑞典参加1948年夏季奥林匹克运动会射击比赛，获得男子50米步枪卧射铜牌。